# Naglfar
Naglfar is een schip uit de Noordse mythologie dat gemaakt is van de nagels van de doden.
Men knipte de nagels van de zojuist overledene af, om te voorkomen dat dit dodenschip, gelegen aan Nástrond, sneller af zou komen dan noodzakelijk was. Dit was omdat Naglfar met de Ragnarok naar Midgard zou varen, hetgeen de ondergang der goden ten gevolge zou hebben. Het schip zal worden bestuurd door Hrym, aldus Snorri Sturluson in de Gylfaginning, dan wel door Loki, zoals staat in de Völuspá.
In de Völuspá wordt tevens gezegd dat deze boot bevaren wordt door "munu Muspells", Muspels mensen. Hoewel muspilli in het Oudhoogduits en Oudsaksisch iets in de trant van het einde van de wereld betekent, heeft de Noorse dichter het opgevat als de naam van een reus.